# Жашківський заказник
Жашківський заказник — ентомологічний заказник місцевого значення. Об'єкт розташований на території Жашківського району Черкаської області, околиця міста Жашків.
Площа — 2 га, статус надано згідно з рішенням Черкаського облвиконкому від 14.04.1983 року. Перебуває у віданні ТОВ мисливців та рибалок «Жашківське».
Охороняється поселення комах-ентомофагів.